# Madonna Manchester
Die Madonna Manchester ist eines der wenigen erhaltenen Tafelbilder von Michelangelo Buonarroti.
Das Bild der Maria mit dem Kinde, dem Johannesknaben und vier Engeln wird von der Kunstgeschichtsschreibung auch als Madonna Manchester bezeichnet. Diese Bezeichnung geht auf das Jahr 1857 zurück, wo das Bild erstmals in einer Ausstellung in Manchester gezeigt worden ist und wo es der deutsche Kunsthistoriker Gustav Friedrich Waagen dem Michelangelo Buonarroti zuschrieb. Diese Zuschreibung stieß auf ein breites Echo bei den Experten und wurde überwiegend abgelehnt. Während Frédéric Reiset (1877) und Hans Wölffin (1891) das Bild lediglich einem Nachfolger zugestehen wollen, hielt David Robert Moore (1881) das Bild für ein Werk von Baccio Bandinelli. Bernard Berenson (1903) dachte an ein Werk von Giuliano Bugiardini, Anny E. Popp (1925) schrieb es dem Michelangelo-Schüler Antonio Mini und Adolfo Venturi (1932) dem Jacopino del Conte zu.
Im Jahr 1953 befasste sich Federico Zeri ausführlich mit dem Bild und schrieb es dem sogenannten Meister der Manchester-Madonna zu, dem man auch eine Reihe weiterer Bilder zuwies, die von der Forschung im Lauf der Zeit mit dem Schaffen Michelangelos in Verbindung gebracht worden waren. Dagegen war Pietro Toesca schon 1934 wieder für die Eigenhändigkeit des Bildes durch Michelangelo eingetreten, dem sich nach und nach zahlreiche andere Kunsthistoriker anschlossen, die allerdings eine Mitarbeit durch fremde Hand einräumten. Anlässlich einer kleinen Ausstellung über den jungen Michelangelo, die 1994/95 von der Londoner National Gallery veranstaltet wurde, wurde das Bild einer eingehenden wissenschaftlichen Untersuchung unterzogen. Dabei verfestigte sich die Ansicht der Experten, dass es sich tatsächlich um eine Arbeit von Michelangelo handeln müsse, die kurz nach seiner Zeit bei Domenico Ghirlandaio entstanden ist.
Das Bild blieb unvollendet. Es zeigt Maria, mit entblößter rechter Brust und einem Buch in der Hand, nach welchem der zu ihren Füßen spielende Christusknabe greift. Ihm zur Seite steht der Johannesknabe. Umringt wird dieses Ensemble von vier Engeln, von denen nur die beiden rechten ausgeführt worden sind. Die beiden linken Engel sind nur in ersten angelegten Konturen zu erkennen. Ebenfalls unvollendet ist der obere Teil von Marias Haaren sowie der größte Teil des Hintergrunds.
Das Bild befand sich früher in der Sammlung Borghese in Rom, wo es dem Domenico Ghirlandaio zugeschrieben war. Nach der Bestimmung des Bildes als ein Werk von Michelangelo, wurde es durch den vorwiegend in London und Paris tätige deutschen Kunstagenten Otto Mündler der Berliner Gemäldegalerie zum Kauf vermittelt. Dieser wollte sich damit als möglicher Kunstagent für das Berliner Museum empfehlen und offerierte das Bild als erstes Angebot an Waagen und gleichzeitig, in einer Kopie seines Briefes, an den Generaldirektor Ignatz Maria von Olfers, der das Angebot schlichtweg ignorierte und somit verhinderte, dass Waagen aktiv werden konnte. Als aus Berlin keine Reaktion erfolgte, griff die Londoner National Gallery zu.